# Het slaapliedje van vanavond heet “Moord”
Het slaapliedje van vanavond heet “Moord” is een hoorspel van Ludwig Schubert en Fritz Puhl. De vertaling was van Co Volkers, de bewerking van Wim Paauw, die ook regisseerde. De NCRV zond het uit op dinsdag 21 januari 1964. Het hoorspel duurde 79 minuten.

## Rolbezetting
- Barbara Hoffman (Emmy)
- Alex Faassen jr. (Wim)
- Hans Veerman (verteller)
- Frans Somers (Dr. Watson)
- Huib Orizand (Sherlock Holmes)
- Tonny Foletta (commissaris)
- Dogi Rugani (vertelster)
- Nel Snel (Agatha Christie)
- Dries Krijn (Hercule Poirot)
- Peter Aryans (Charles Clifford)
- Paul Deen (Father Brown)
- Richard Flink (Maigret)
- Wiesje Bouwmeester (mevrouw Maigret)
- Johan Wolder (Philip Marlowe)
- Han König (Kelly)
- Jan Borkus (Mike Hammer)
- Miesje Hagens (Lilly Stanford)

## Inhoud
In deze “criminele compositie voor zes wereldberoemde detectives” wordt aan de hand van één moordzaak nagegaan hoe zes meesterspeurders uit de wereldliteratuur te werk zouden gaan bij het oplossen van een uiterst duister geval. Zij doen dit allemaal op een heel eigen wijze, afhankelijk van de tijd waarin hun auteurs leefden - Conan Doyle (Sherlock Holmes), Agatha Christie (Hercule Poirot), Gilbert Keith Chesterton (Father Brown), Georges Simenon (commissaris Maigret), Raymond Chandler (Philip Marlowe) en Mickey Spillane (Mike Hammer).